# Marcelo Saintive
Marcelo Barbosa Saintive (Rio de Janeiro, 13 de agosto de 1966) é um economista brasileiro, foi secretário do Tesouro Nacional do Brasil.

## Biografia
Em 1993, graduou-se em Economia no Instituto de Economia da Universidade Federal do Rio de Janeiro (IE/UFRJ) e, em 1997, tornou-se mestre pela mesma instituição, com foco na regulação e finanças públicas.
Em 2006, ocupou o cargo de secretário-adjunto e, entre o fim de 2006 e março 2007, de secretário da Secretaria de Acompanhamento Econômico (SEAE) do Ministério da Fazenda. Entre 2007 e 2010, foi subsecretário de Finanças do Estado do Rio de Janeiro, sendo Joaquim Levy o secretário.
Foi diretor da Riocred, agência de microcrédito, parceria entre a Secretaria Municipal do Trabalho do Rio de Janeiro, a Internationale Projekt Consult Gmbh e a Fininvest.
Entre março de 2011 e o início de 2014, foi diretor de projetos da Empresa Brasileira de Projetos (EBP) e diretor-geral até setembro de 2014.
No contexto da crise econômica brasileira de 2014, assumiu a Secretaria do Tesouro Nacional (STN), novamente convidado por Joaquim Levy, em janeiro de 2015, em substituição a Arno Hugo Augustin Filho, no segundo governo da presidente Dilma Rousseff.
Atualmente, é diretor-executivo no Instituto de Desenvolvimento Educacional e Industrial do Espírito Santo (Ideies), entidade ligada à Federação das Indústrias do Estado do Espírito Santo (Findes).